# Geldkarte

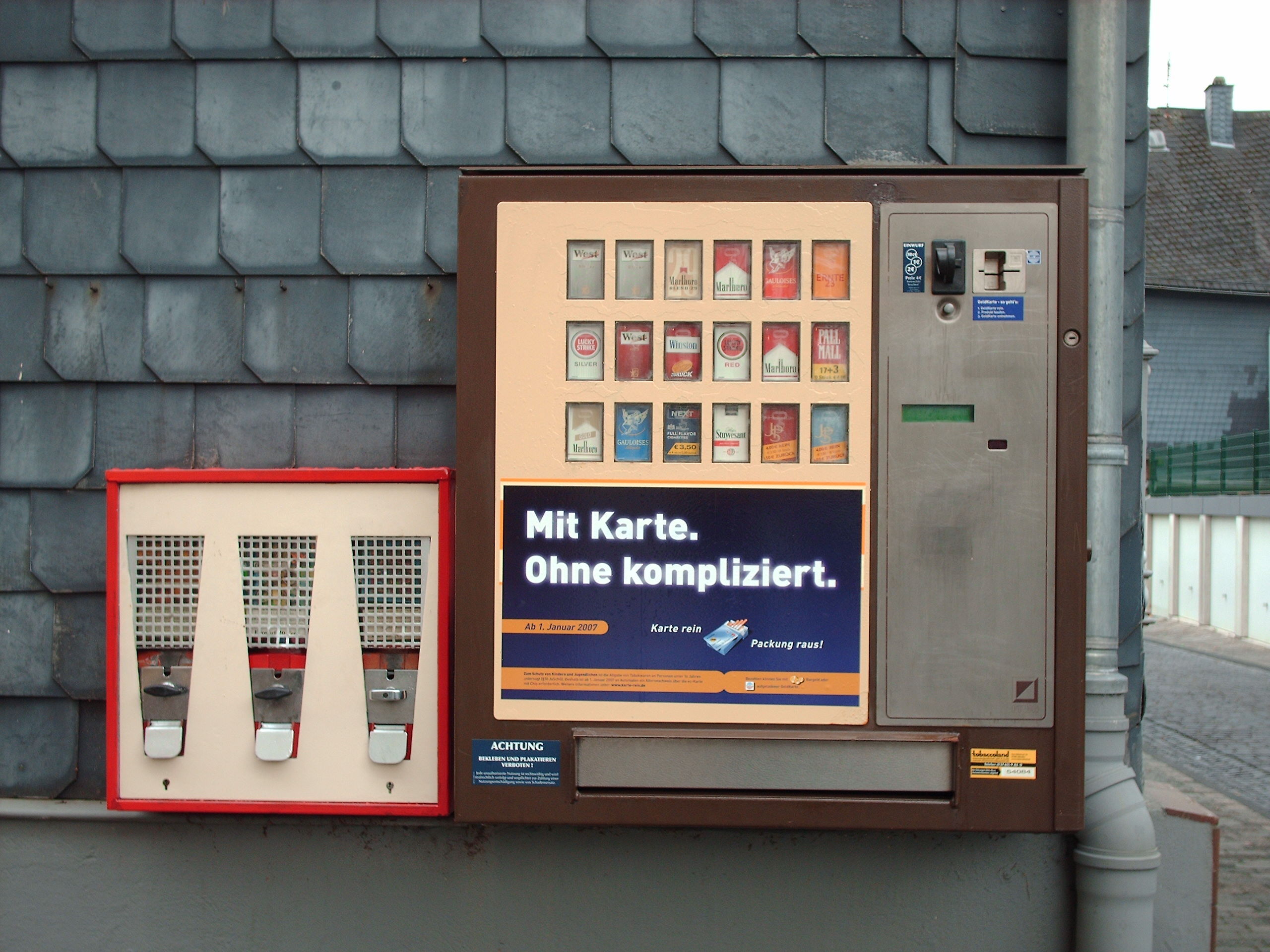
En cigarettautomat där Geldkarte används som betalningsmedel.

Geldkarte är ett kontantkortssystem i Tyskland. De första fältförsöken med systemet genomfördes 1996. Systemet har vissa likheter med det i Sverige förekommande systemet kallat Cash.